# Wawelia effusa
Wawelia effusa är en svampart som tillhör divisionen sporsäcksvampar, och som beskrevs av Nils G. Lundqvist. Wawelia effusa ingår i släktet Wawelia, och familjen kolkärnsvampar. Arten är reproducerande i Sverige.